# Palazzetto Baviera
Il Palazzetto Baviera è un palazzo di Senigallia, in provincia di Ancona.

## Storia
È situato in Piazza del Duca, ed occupa il lato destro dalla parte del fiume. L’edificio fu costruito quasi certamente, nel XIV secolo e successivamente riadattato nella seconda metà del secolo successivo, allorché vi si insediò Giovanni Giacomo Baviera.
Nel 1474 Papa Sisto IV inviò Giovanni Giacomo Baviera a Senigallia per prendere possesso della Rocca in nome del nipote, Giovanni della Rovere, nominato nuovo signore della città. Il Baviera giunse a Senigallia il 23 ottobre dello stesso anno e venne accolto dal popolo con grande benevolenza, tanto che gli vennero consegnate spontaneamente le chiavi della città. Egli decise di stabilire la sua dimora nel Palazzetto, e ne intraprese lavori di ristrutturazione. Sembra che il cortile centrale sia attribuibile a un progetto dell'architetto Baccio Pontelli. Il palazzetto risulta essere l’unico edificio rimasto a testimoniare la potenza e l’importanza della famiglia. Originariamente, infatti, sorgeva nel lato opposto della piazza un altro nobile edificio appartenente ai Baviera, che venne probabilmente demolito nel XVIII secolo. 

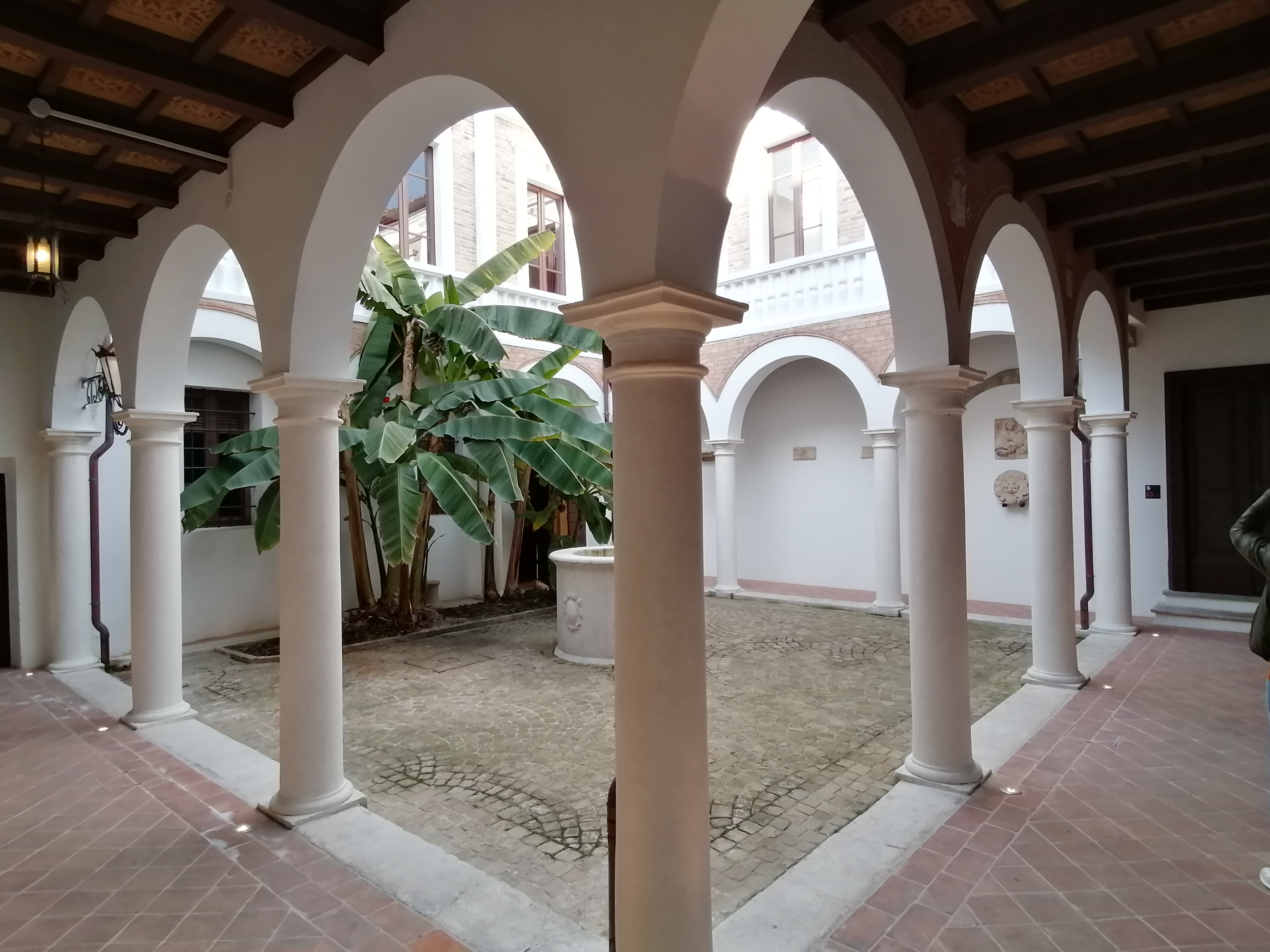
Veduta del cortile interno.

I Baviera divennero legittimi proprietari dell'immobile nel 1512. Giuseppe Baviera (1530-1591) uomo di fiducia del Duca Guidubaldo II Della Rovere, capitano della Fiera di senigallia e sovrintendente alle fortificazioni cittadine, intraprese la fastosa decorazione dei soffitti delle sale interne commissionandoli al maestro stuccatore Federico Brandani da Urbino. Il Brandani realizzò gli stucchi fra il 1560 e il 1562, raffigurando scene mitologiche e del Vecchio Testamento. 
Nel 1947 la marchesa Barbara Marazzani Baviera Benedetti, ultima discendente della nobile famiglia, donò l’edificio e tutti gli oggetti in esso contenuti al Comune di Senigallia richiedendo esplicitamente che il salone d’ingresso e l’appartamento degli stucchi restassero ammobiliati. La marchesa ne conservò l'usufrutto in vita natural durante. Nel 1956 il palazzo venne definitivamente proprietà del Comune di Senigallia. 

### Il terremoto del 1930
Il Palazzetto Baviera fu notevolmente danneggiato a causa del sisma, del VIII-IX grado della scala Mercalli, che colpì Senigallia e i dintorni la mattina del 30 ottobre del 1930. Ciò aggravò la già precaria situazione dell’edificio, come testimoniato da Cesare Selvelli che elenca i danni reali subiti dall’edificio : “A Senigallia, in Piazza del Duca […]c’è una bassa costruzione dall’aspetto povero e trascurato, conosciuta col nome di Palazzetto Baviera […]. Il terremoto recente del 30 Ottobre 1930, ha gettato lo sconquasso in quella piccola fabbrica che era quasi abbandonata: strapiombo inquietante i muri esterni, slegamento e strappamento di muri interni, solai e tetto sconnessi, lesioni di traverso e a croce di Sant’Andrea in pareti divisorie, sconnessione della scala, crollo completo del più piccolo e meno interessante dei soffitti (in un localetto minuscolo di passaggio) caduta delle lunette d’un angolo della saletta principale, lesioni profonde, distacchi e piccole cadute di frammenti decorativi. Se quel fabbricatuccio dall’esterno che sta sotto il modesto non avesse racchiuso opera d’arte così cospicua, i tecnici […]avrebbero forse decisa la demolizione della pericolante fabbrica. […]La saletta principale è detta della Guerra di Troia ed è quella che mostra d’avere più sofferto con la caduta di un angolo del soffitto  […]”.

### Restauri
Il valore artistico degli stucchi eseguiti da Federico Brandani nel XVI secolo in alcune sale del piano superiore, fu dunque determinante nella decisione di preservare il Palazzetto dalla demolizione. Il restauro dell’edificio ebbe inizio negli anni 1931-1932 ad opera dell’impresa di costruzioni Remo Morpurgo, mentre gli stucchi furono affidati allo scultore Alberto Moroni di Perugia, che cominciò la sua opera partendo da quello della sala di Ilio, poiché maggiormente danneggiato.
Nuovi lavori di restauro dei soffitti artistici ma anche di quelli delle altre stanze, nonché del tetto e dei pavimenti, vennero eseguiti nel 1951. Nel 2013 iniziarono grandi lavori di restauro, che ebbero una svolta nel 2016, grazie a un contributo di trentacinque mila euro versato attraverso il meccanismo dell’Art Bonus, l’intervento di ristrutturazione si concentrò, invece, sui soffitti a stucco del Brandani.
Nel 2017 il palazzetto venne aperto al pubblico e adibito a Casa-Museo.

## Descrizione

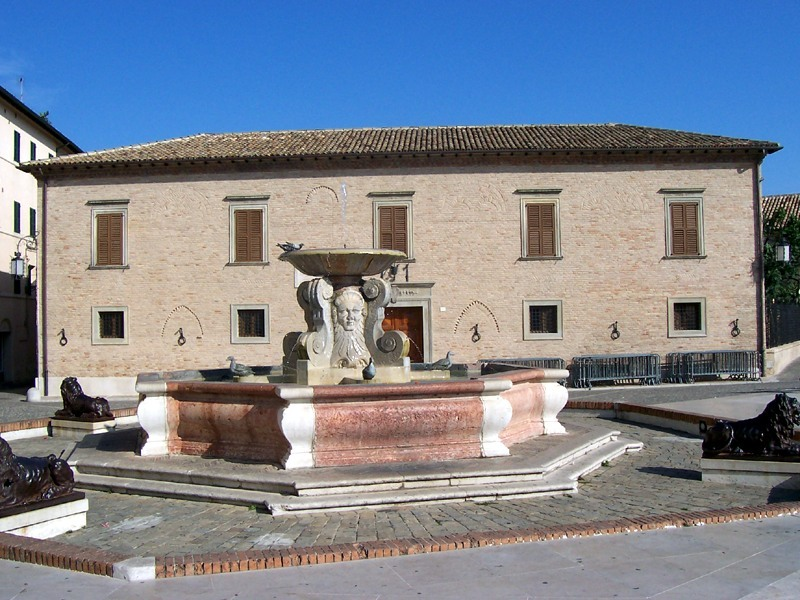
Veduta della facciata con la Fontana delle Anatre.

### Facciata
Il palazzetto presenta una struttura bassa, compatta ed elegante. È necessario però sottolineare che l’aspetto rinascimentale dell’edificio (come si denota soprattutto dall'inquadramento delle finestre, dall’unico portone entro paraste e lesene) è il risultato dell’opera di restauro effettuata in seguito al terremoto del 1930. Infatti venne variato il numero e la distribuzione di porte e finestre nella facciata anteriore. Furono eliminati i quattro portoni laterali, dei quali restano le cornici gli archi ogivali e le finestre del primo piano vennero ridotte da sette a cinque murando quelle a bifora ancora visibili..

### Cortile interno
Il cortile interno, che sembra riprodurre in proporzioni ridotte i motivi del Chiostro maggiore di Santa Maria delle Grazie, è circondato da un porticato esile con archi a pieno centro, sostenute da bianche colonne. Le finestre, che si affacciano su quest’ultimo, sono scandite da semplici lesene e sembrano poggiare su una sorta di finto terrazzino che percorre le quattro pareti. Al centro si trova un elegante pozzetto rotondo decorato da quattro stemmi dei Baviera. Il cortile fu indispensabile per salvaguardare la vita privata della famiglia poiché il palazzo si affacciava su una piazza destinata ad un uso militare.

### Piano terra
Il piano terra del Palazzetto è occupato da uffici, magazzini, ripostigli e due sale d’esposizione, rinomate per i soffitti lignei a cassettoni tinteggiati. Più avanti si trova un altro locale, decentrato rispetto alla struttura principale, ma sempre comunicante, adibito a sala conferenze.

### Primo piano
A sinistra dell’ingresso principale una scalinata conduce al piano superiore dell’edificio, dove sono situate le sale degli stucchi, a cui si accede da una vasta anticamera in cui spicca lo stemma dei Baviera. Questi ultimi furono opera di Federico Brandani che giunse a Senigallia da Urbino nel 1560 per ornare cinque sale del palazzo: la Sala dell’Antico Testamento, la Sala di Ercole, la Sala di Ilio o dell’Iliade, la Sala di Roma Repubblicana e la Sala di Roma Imperiale(le ultime due tra loro comunicanti), e il Camerino della Vittoria.

#### Prima sala

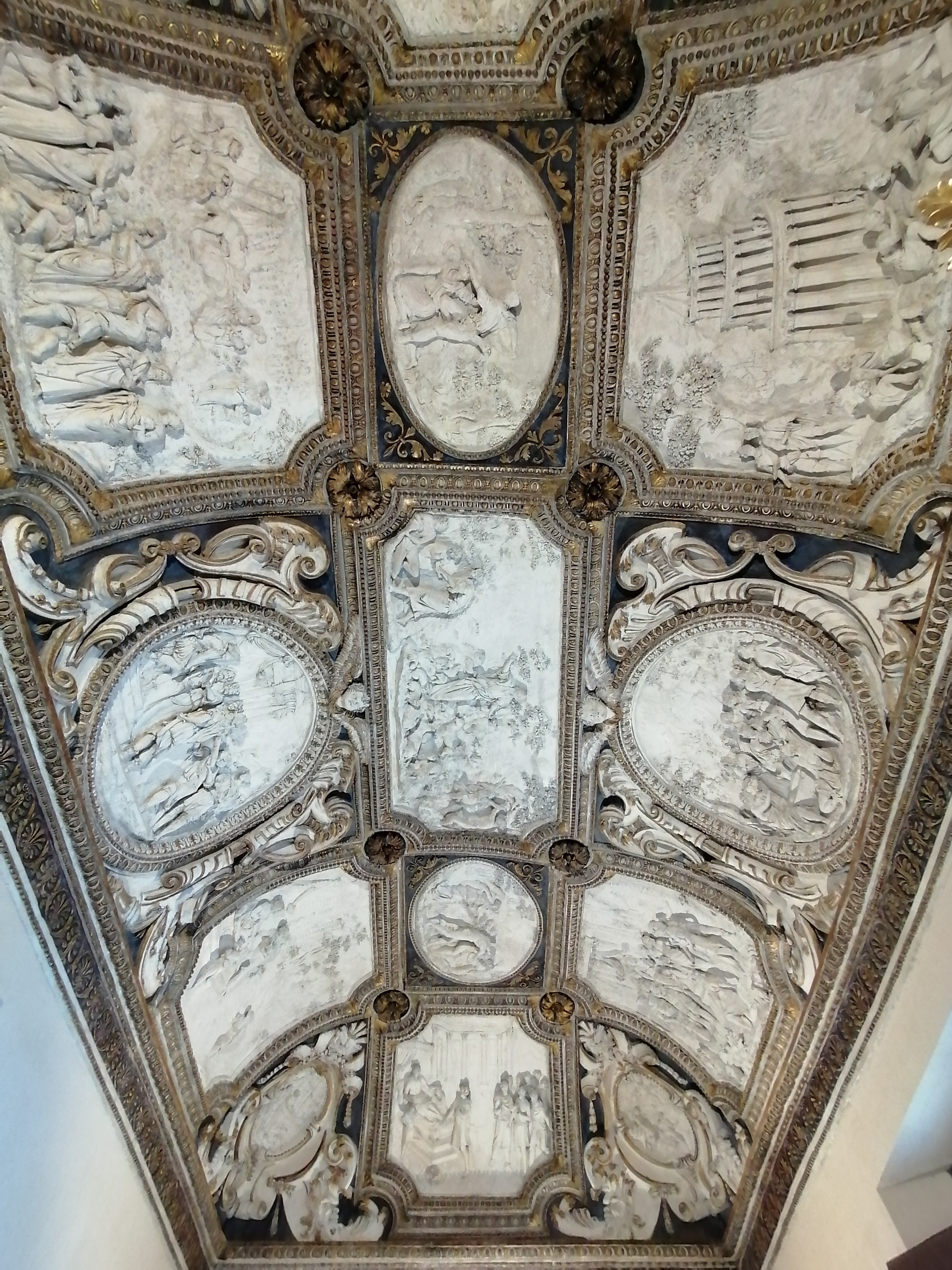
Il soffitto della Sala del Vecchio Testamento.

La Sala dell’Antico Testamento probabilmente fu in passato una sorta di piccola cappella di palazzo; infatti è un ambiente piccolo e raccolto, posto in disparte rispetto alle altre stanze e quindi usato come luogo di preghiera ed è l’unica sala i cui soffitti sono decorati con soggetti sacri. I temi sviluppati nella stanza sono tratti da episodi narrati nell’Antico Testamento. Il Brandani ha rappresentato i più significativi per descrivere “la storia della salvezza” dell’umanità. L’episodio più importante, la Creazione, occupa la parte centrale del soffitto; nei due ovali laterali, invece, l’artista illustra le conseguenze della caduta dell’uomo: la cacciata dal Paradiso di Adamo ed Eva e il primo omicidio. Nelle scene che si snodano lungo le quattro pareti viene rappresentato il lungo e il doloroso cammino dell’umanità nel suo ritorno a Dio.
Nel soffitto: 
1. La Creazione (rettangolo centrale): la scena è divisa in tre parti. Al centro Dio crea gli animali e le piante; a sinistra l’uomo e la donna; in alto, a sinistra, le montagne e l’acqua; a destra, l’albero proibito con Adamo ed Eva ai piedi di esso e il serpente sotto forma di busto umano tra i rami; in alto, la Luna.
2. La Cacciata dal Paradiso (ovale):il paesaggio è ricco di lussureggiante vegetazione; un angelo alato, riccamente panneggiato, impugnando una spada con la destra, scaccia con un gesto della mano sinistra, Adamo ed Eva che, nudi, si avviano verso la destra della scena.
3. Caino ed Abele (ovale): al centro di un paesaggio silvestre, Caino afferra per i capelli Abele, che giace a terra in ginocchio, gli punta un ginocchio contro la spalla. La destra di Caino è già sollevata per dare il colpo mortale con la clava che impugna.
Nelle pareti:
1. Mosè riceve le Tavole dei Dieci Comandamenti (raccordo angolare): le braccia di Dio protese da una nuvola dalla quale escono anche raggi di sole, porgono a Mosè le tavole dei Dieci Comandamenti. Mosè, in ginocchio, tende le braccia verso l’alto per riceverle.
2. La caduta della manna (quadrato mistilineo): la scena si svolge su tre piani orizzontali. La fascia in alto è occupata dal cielo, dal quale cade la manna; la fascia mediana e quella in basso sono occupate dai “figli di Israele” che raccolgono la manna. Le figure della fascia mediana sono di dimensioni ridotte a rendere la profondità prospettica dello spazio.

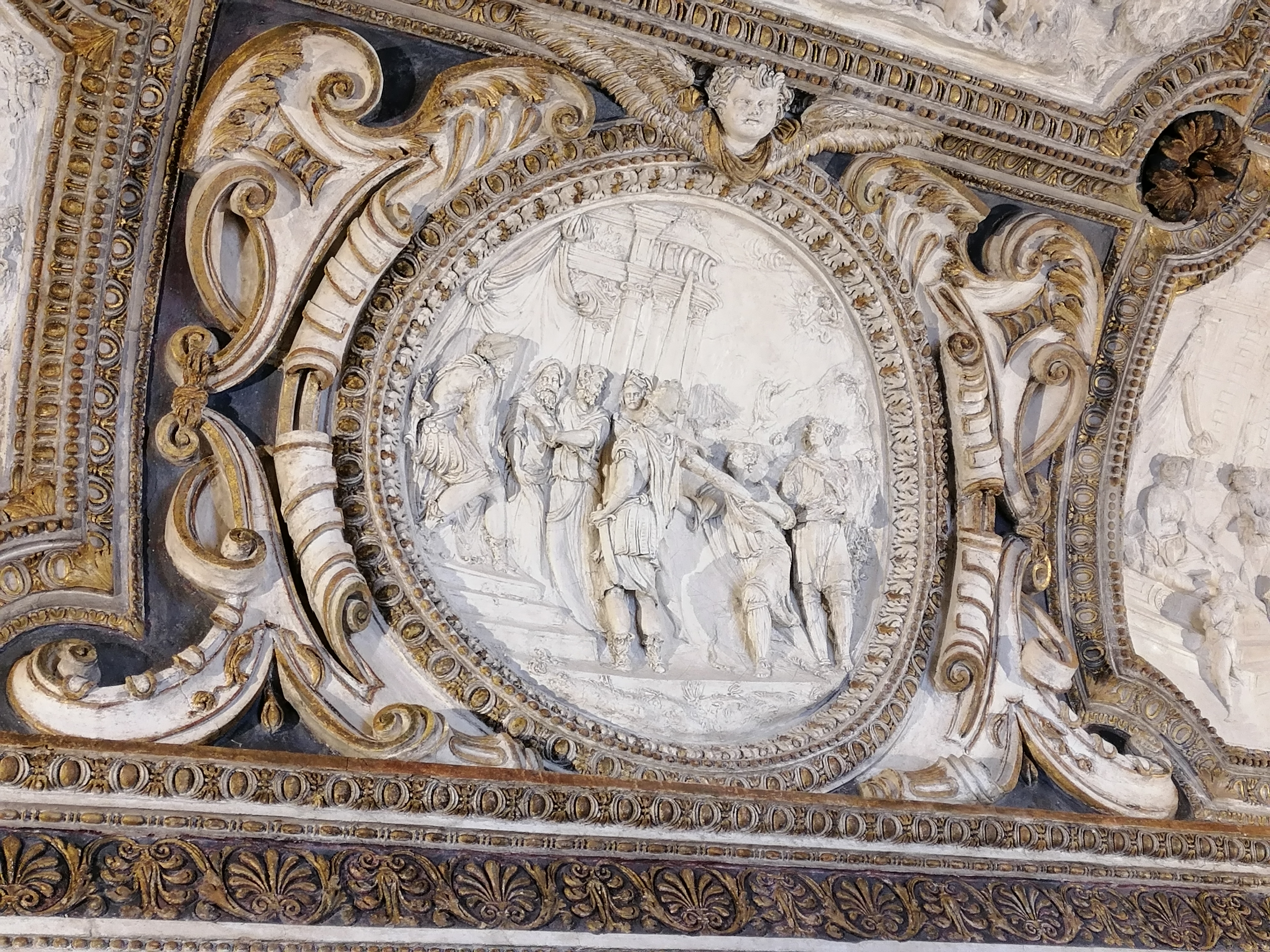
Giuseppe condotto dal Faraone per interpretare i sogni.

3. Giuseppe condotto dal Faraone per interpretare i sogni (ovale): il Faraone, circondato dai suoi alti funzionari, siede sotto un baldacchino di fronte al tempio, situato in cima ad una piccola scalinata. Ai piedi di quest’ultima compare Giuseppe condotto al cospetto del Faraone da due personaggi che lo reggono per le braccia.
4. Isacco benedice il figlio minore Giacobbe mentre dalla caccia torna il figlio maggiore, Esaù (quadrato mistilineo): Isacco è semisdraiato sul letto che viene rappresentato fuori dal palazzo, che compare quindi alle spalle. A destra del letto, Rebecca invita Isacco a benedire Giacobbe che si avvicina al padre lungo l’altro lato del letto. A destra della scena è descritto un paesaggio all’aperto entro il quale si vede Esaù tornare dalla caccia con la selvaggina alle spalle.
5. La seconda piaga d’Egitto: le rane (raccordo angolare): Mosè ed Aronne guardano il terreno brulicante di rane attorno a loro. Sullo sfondo si trova il palazzo del Faraone. Un personaggio si affaccia dal tendato e chiama i due fratelli.
6. Giacobbe benedice Efrain e Manasse, figli di Giuseppe(quadrato mistilineo): Giacobbe seduto nel letto che, come nella scena precedente si trova fuori dal palazzo che figura nello sfondo, benedice Efrain e Manasse. Ai piedi del letto Giuseppe assiste alla scena turbato dall’errore del padre. A destra, alcuni personaggi assistono e commentano la predizione di Giacobbe.
7. Abramo pronto a sacrificare Isacco (raccordo angolare): vengono rappresentati i due momenti salienti del racconto biblico. In basso a sinistra Abramo ed Isacco si avviano con l’asino verso i monti. In alto a destra , il padre leva alta la spada a sacrificare il figlio, ma l’intervento di un angelo gli frena il braccio.
8. Giuseppe spiega al faraone il sogno delle sette vacche grasse e delle sette vacche magre (quadrato mistilineo): il Faraone, sotto il baldacchino innalzato nel tempio, circondato dai consiglieri, ascolta da Giuseppe l’interpretazione del sogno. In basso, sia a destra che a sinistra, si trovano le sette vacche grasse e le sette vacche madre.
9. Giuseppe trascinato nel pozzo dai fratelli (ovale): sullo sfondo oltre ai rami di alberi che chiudono le parti estreme della scena, si trova un paesaggio alla maniera rinascimentale caratterizzato da uno spicchio di cielo, vette di monti e un paesino. In primo piano è situata, invece, la bocca di una cisterna accanto alla quale giace in terra Giuseppe. Lo circondano i fratelli nell’atto di aggredirlo per scaraventarlo giù nel pozzo.
10. La Torre di Babele (quadrato mistilineo): la torre, sorretta da colonne, si avvita verso il cielo e termina in forma di padiglione. In basso, tutto intorno, mastri, muratori e manovali si affaccendano.
11. Abramo visitato dagli Angeli (raccordo angolare): il fregio angolare è diviso a metà da una linea a rilievo. A sinistra si trovano i tre angeli; dalla linea centrale compare appena la testa del Signore ed il Suo braccio disteso verso Abramo. In basso a destra, Abramo, in ginocchio, protende le mani verso l’Eterno; in alto è rappresentato il tempio.
12. Il diluvio universale (quadrato mistilineo): in alto sono presenti alberi e rilievi montuosi. Tutto il resto della scena è invaso dalle acque del diluvio, entro le quali si agitano disperatamente uomini ed animali. Al centro è raffigurata una barca, forse l’Arca della Salvezza, contro la cui fiancata qualcuno tenta di appoggiare una scala nel disperato tentativo di trovare rifugio.

#### Seconda sala

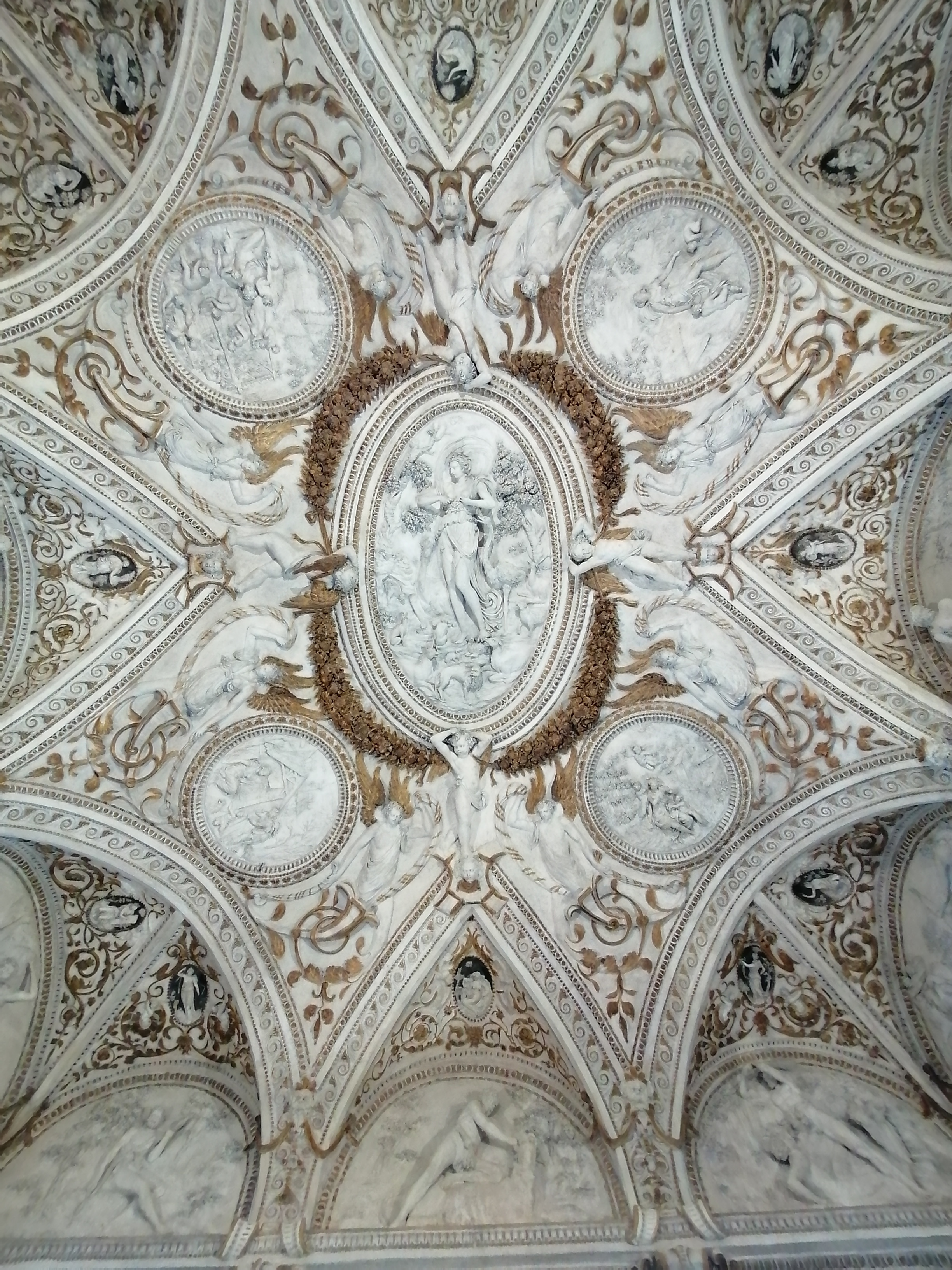
Soffitto della Sala delle Fatiche di Ercole.

Il tema sviluppato in questa stanza è quello delle Fatiche di Ercole. Brandani scelse di rappresentare sei episodi che sono in realtà imprese minori, sebbene svolte nel corso di quelle maggiori. Non sono ancora chiari i motivi che hanno spinto l’artista a questa scelta ma, probabilmente, la visione rinascimentale dell’uomo virtuoso, curioso e viaggiatore deve averla influenzata. Al centro della stanza figura l’ovale con la Madre Terra affiancata da quattro rappresentazioni che riproducono le stagioni dell’anno. Al di sopra delle lunette dove si trovano le fatiche, sono presenti ovali all’interno dei quali vengono rappresentate diverse figure allegoriche.
Nel soffitto:
1. La Madre Terra
2. La Primavera
3. L’Estate
4. L’Autunno
5. L’inverno
Nelle pareti:
1. Il cinghiale Erimanzio (sopra: la “Prudenza”): l’eroe, che indossa la pelle invulnerabile del leone nemeo, è modellato nell’atto di colpire con la clava il cinghiale che si affaccia da una fitta boscaglia.
2. Il leone nemeo (sopra: figuretta non identificata che scaglia una freccia al cielo): Ercole, seminudo, dopo aver deposto la clava, affronta la belva sanguinaria e con le forti braccia ne afferra la fauci per sfasciargliele.
3. Ercole uccide il drago a guardia del giardino delle Esperidi (sopra: la “Sapienza”): l’eroe, nudo, deposte l’invulnerabile pelle del leone nemeo ai piedi dell’albero sulla destra della scena, afferra il drago che tenta di avvilupparlo tra le sue forti spire.

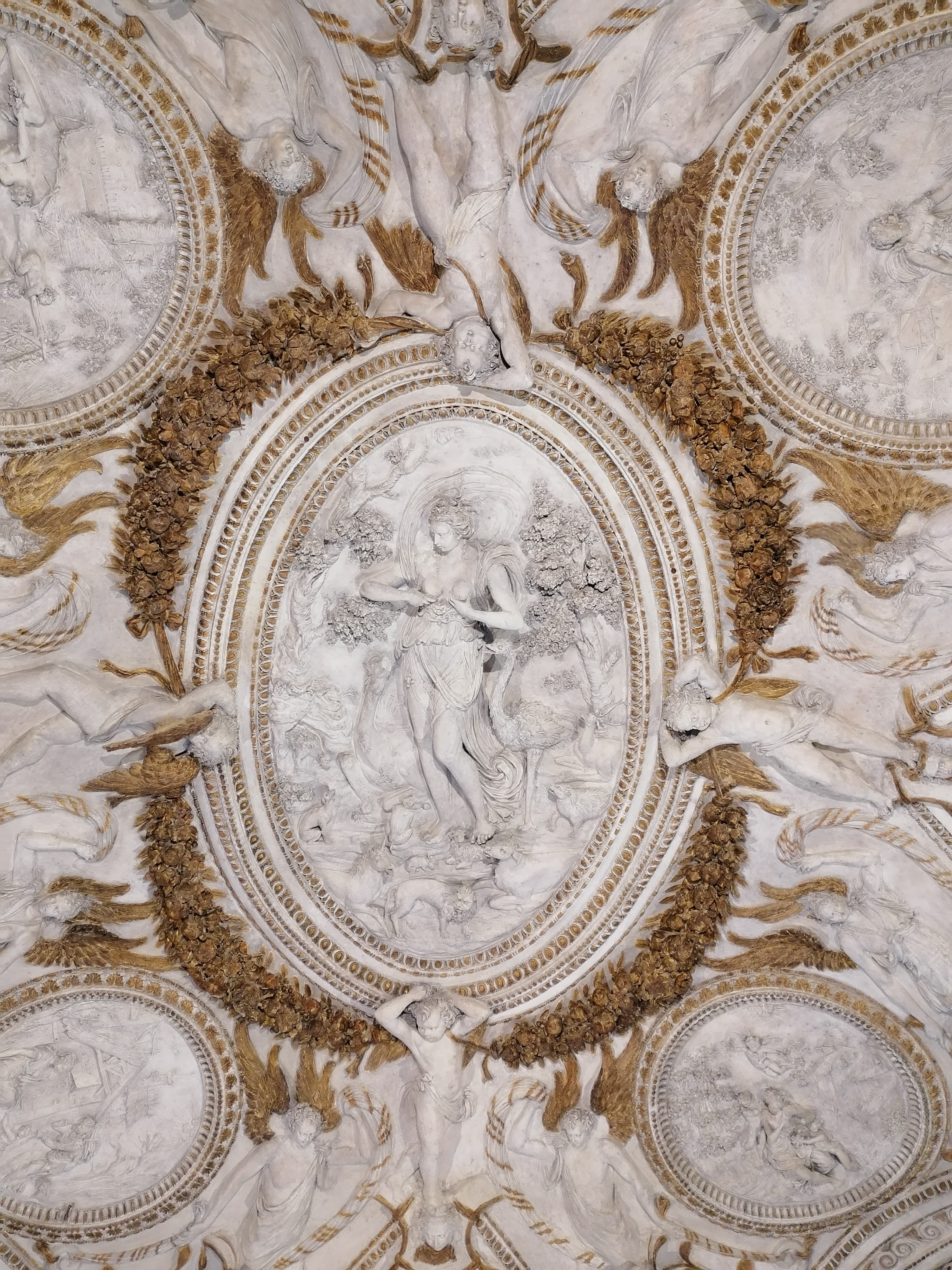
La Madre Terra.

4. Ercole soffoca Anteo (sopra: la “Dialettica”): i due eroi occupano la zona centrale della scena. La nudità dei corpi mette in rilievo la poderosa struttura muscolare. Anteo è sollevato da terra e stretto poderosamente al petto, fino ad essere soffocato. A destra, sui rami di un albero, è appesa la pelle del leone nemeo.
5. L’idra di Lerna (sopra: l’ “Abbonzanda”): sulla sinistra viene rappresentato l’eroe che brandisce una clava, mentre a destra l’idra mostruosa a nove teste che gli si scaglia contro.
6. Deianira (sopra: la “Fede”): la linea segnata dal fiume Eveno divide obliquamente la lunetta a metà. Mentre a sinistra si trova il Centauro che rapisce la bella Deianira cavalcando tra i flutti, a destra, invece, è raffigurato Ercole nell’atto di scagliare il dardo mortale contro il Centauro.
7. Ercole uccide Caco (sopra: la “Temperanza”): Ercole e Caco occupano la parte centrale della lunetta. L’eroe sovrasta il ladrone che giace semisdraiato e tenta di difendersi con il, braccio sinistro dal terribile colpo di clava che sta per abbattersi su di lui. La parte sinistra è occupata da una fitta boscaglia, metre a destra uno dei buoi rubati si affaccia da una grotta.
8. Il toro cretese (sopra: “Leda e il cigno”): la scena della cattura del toro si svolge all’interno di una cornice di alcuni alberi che si piegano a seguire la curvatura della lunetta. Nel centro si trova l’eroe che, dopo aver bloccato a terra il toro preme sul suo dorso con il ginocchio sinistro mentre con le braccia lo afferra per le corna e gli piega all’indietro il capo.
9. Ercole fila la lana (sopra: l’ ”Architettura”): Ercole che fila la lana viene raffigurato seduto su uno sperone del terreno con il petto in posizione frontale e le gambe disposte di profilo. Lo sfondo è ornato da alberi.
10. Ercole regge il mondo sulle spalle (sopra: la “Grammatica”):Ercole, contro lo sfondo vuoto dello spazio siderale, poggia a terra il ginocchio sinistro e regge sulle sue spalle il globo terrestre fasciato dall’Equatore.
11. La cattura di Cerbero (sopra: la “Speranza”): Ercole è raffigurato mentre leva in alto la clava per tramortire Cerbero, il cane a tre teste; che latra rabbiosamente di fronte a lui
12. Ercole porta le colonne (sopra: figuretta allegorica femminile non identificata): sulla sinistra della lunetta è raffigurata la costa. Al centro, invece, si trova Ercole che trasporta due colonne, una per spalla, leggermente divaricate a formare una “x”. Di fronte all’eroe si estende il mare aperto.

#### Terza sala

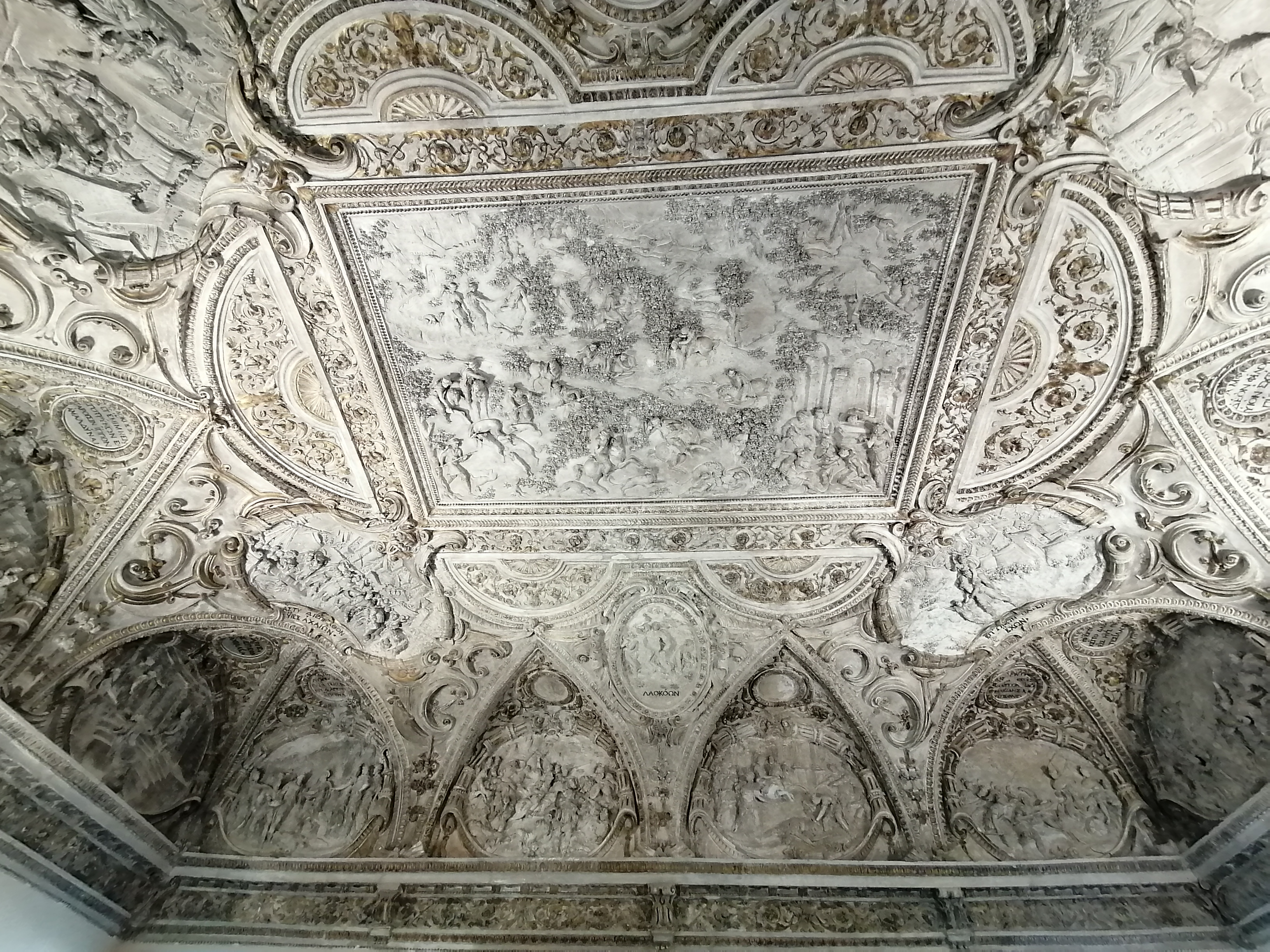
Soffitto della Sala dell'Iliade.

La terza sala, ovvero quella dell'Iliade, è l’ambiente più vasto e luminoso, e dunque la principale sala di rappresentanza della famiglia. Risulta di maggior interesse artistico poiché è la vivida rappresentazione del testo omerico. Al centro del soffitto un riquadro pare descrivere una splendida scena di caccia rinascimentale, circondata da ovali angolari e medaglioni che narrano la conclusione della guerra. Ogni stucco è accompagnato da una didascalia in greco.
Nel soffitto:
1. Scena di caccia (riquadro centrale)
2. Calati dal cavallo (ovale angolare): a sinistra è visibile il cavallo di legno cavalcato da un guerriero, probabilmente lo stesso della scena n. 14. Ai suoi piedi si trova una figura raccolta su se stessa perché ne è appena scesa; un'altra, in piedi, aiuta un compagno ad uscire dal fianco del cavallo. Sulla destra è appena iniziato lo scontro tra Achei e Troiani. Sullo sfondo, infine, le fiamme stilizzate alludono all'incendio della città.
3. I figli degli Achei distrussero la città (ovale angolare): i guerrieri greci caricano sulle navi l'ingente bottino appena conquistato. Sullo sfondo la città di Troia è date alle fiamme dagli Achei, che sono riusciti a varcare le porte Scee grazie allo stratagemma del cavallo di legno.
4. Laocoonte (medaglione): Laocoonte è al centro con i due figli ai lati; tutti e tre sono sul punto di essere soffocati dai serpenti di Apollo.
5. Portando il padre sulle spalle (ovale angolare): Enea fugge da Troia in fiamme, con il figlio Astianatte per mano ed il padre Anchise sulle spalle, che ha preso con sé la statua dei Penati. A sinistra si trova il vecchio tempio abbandonato di Cerere, con un cipresso a lato, presso il quale Enea si ritroverà con i servi e con chi riuscirà a salvarsi dall'incendio e dalla strage.
6. Tagliò la testa al vecchio canuto (ovale angolare): la scena rappresenta Neottolemo, figlio di Achille, nell'atto di afferrare la testa di Priamo per tagliarla. Il re di Troia si trova ai piedi dell'altare di Zeus, a fianco del quale sorge un alloro sacro. Sulla sinistra giace a terra il corpo morto di Polite, figlio di Priamo, ucciso anche lui per mano di Neottolemo. A destra, infine, si trova Ecuba che, svenendo, viene sorretta da una figlia.

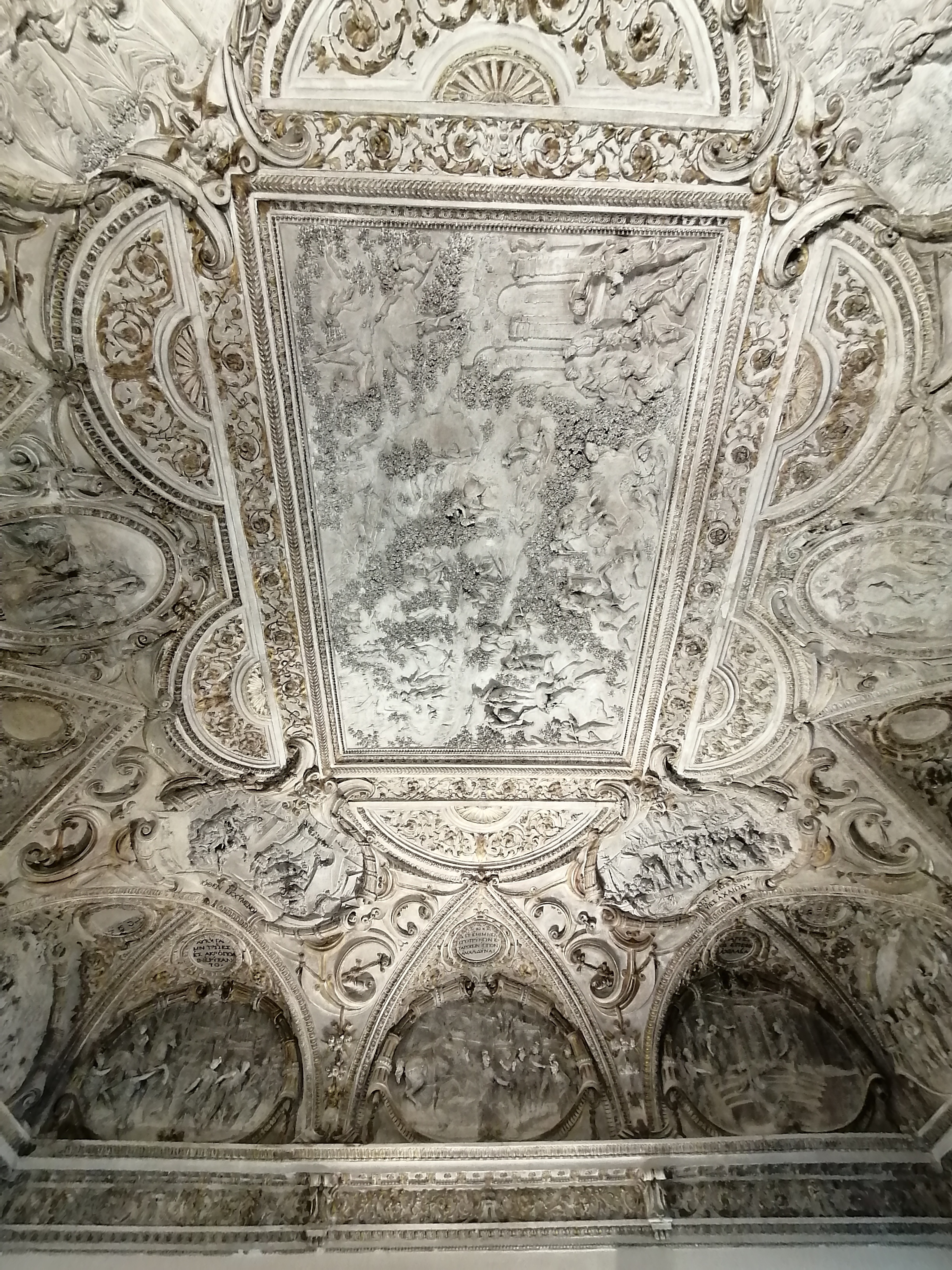
La Sala dell'Iliade.

7. Rubarono il Palladio (medaglione): Diomede (o forse Ulisse) si sta allontanando dal tempio nel quale ha rubato il Palladio, portando sulle spalle la statua e contando sulla velocità del cavallo che agevolerà la fuga.
Nelle pareti:
1. Giudizio di Paride: Paride tiene con la mano sinistra il bastone da pastore e con la destra porge la mela a Venere, contemplata da un putto che le abbraccia una gamba. Dietro di lei Giunone, nuda e di spalle, si sta vestendo, mentre Atena, con ai piedi il pavone, animale a lei sacro, viene consolata da Ermes, il dio che ha accompagnato le tre dee sul monte per il giudizio di Paride.
2. Paride rapisce Elena: al centro, Elena oppone resistenza a Paride, che cerca di trascinarla verso una nave ormeggiata, dalla quale due uomini hanno gettato la passerella e attendono. Nel gruppo di sinistra l'uomo con il braccio sollevato armato di spada potrebbe essere Menelao, che cerca di liberarsi da alcuni troiani. In secondo piano si erge un tempio, nel quale è visibile una statua.
3. Chiamò l'esercito in assemblea: Agamennone è seduto in posizione elevata e attorniato dagli altri capi greci aspetta che si raduni l'esercito. Achille le conduce con sé alcuni soldati. A destra sopraggiunge l'indovino Calcante, che spiegherà la causa della pestilenza che da nove giorni colpisce uomini e animali nel campo acheo.
4. Presso i telai maneggiando la spola sonora: un gruppo di uomini avanza da destra al seguito di un uomo, portando regali ad una donna attorniata da altre giovani. È il momento della consegna di un oggetto avvolto in un telo. Un giovane, dietro di lui, reca un grande otre. A sinistra si trova una ragazza inginocchiata che solleva una cornucopia, mentre dall'alto avanzano due ragazze portando sulle braccia abiti puliti.
5. Giunsero sotto Ilio: è rappresentato lo schieramento della flotta achea sul lido di Troia: dalle navi sono scesi uomini a cavallo, altri sono in procinto di seguirli. Sullo sfondo si trova Troia, protetta dalle sue illustri mura, sulle quali si aprono le porte Scee.
6. Tese le bianche braccia intorno al figlio suo caro: Afrodite, situata nella parte centrale della scena, emerge dalla mischia per dare protezione al figlio Enea, cingendolo con le braccia. È un momento di battaglia tra Achei e Troiani, davanti alle mura della città, visibile sullo sfondo.
7. Da Ettore ucciso giaceva il prode Protesilao: è uno scontro tra soldati armati, nel quale sembra avere il sopravvento il gruppo che assale da destra, in parte a piedi, in parte a cavallo. sulla sinistra spicca la figura di un guerriero, Protesilao, che sta per essere colpito.
8. Il Pelide uccise il figlio di Priamo, simile agli dei in bellezza: Achille è sul carro e in piedi davanti a lui si trova Ettore, pronto allo scontro. Alle spalle di Achille si trova la dea Atena, che gli guiderà la mano per colpire a morte l'eroe troiano.
9. Achille fora i tendini di Ettore per trascinare il cadavere: il cadavere di Ettore giace a terra, spogliato delle armi, che giacciono sulla sinistra. Achille, chino su di lui, gli ha appena sollevato una gamba per forargli i tendini, mentre alcuni guerrieri assistono alla scena.
10. Scena di battaglia: vi sono soldati a cavallo, pronti a colpire con lunghe aste appuntite. I loro avversari sono a piedi: qualcuno è morto, qualche altro è ferito.
11. Per liberare Ettore da te, porto doni infiniti: Priamo chiede ad Achille la restituzione del corpo di suo figlio Ettore, ucciso dall'eroe greco per vendicare Patroclo. In primo piano sono rappresentati i due protagonisti: Priamo nell'atto di inginocchiarsi ed Achille fermo davanti a lui. Ai loro piedi il corpo straziato di Ettore, con un braccio teso, mentre tutt'attorno soldati greci osservano e, sullo sfondo, le tende dell'accampamento. Il vecchio re pronuncia le parole che fanno parte dell'iscrizione.
12. Paride che uccise Achille: Paride esce dal tempio di Apollo, dove si è appostato per colpire Achille, che cade riverso sui gradini. In basso, a sinistra, due uomini lo raggiungono (probabilmente si tratta i Aiace ed Ulisse) per portare via il cadavere. In alto una figura maschile indica l'uccisione ad alcune donne (forse tra queste si trova Polissena, la figlia di Priamo che sarà sacrificata sul rogo funebre di Achille).
13. Laocoonte invece ancora esortava invitando i compagni a distruggere il cavallo: in secondo piano è raffigurata la cittadella con le sue mura; il cavallo si trova di fronte ad esse, ma fuori della cinta muraria. Laocoonte invita i compagni a distruggerlo, ma questi appaiono increduli e restii.
14. Gli stessi Troiani lo trascinarono fin sull'Acropoli: il cavallo di legno viene tirato a fatica sull'Acropoli. In sella ad esso un soldato impugna la spada; sullo sfondo la cittadella.

#### Quarta sala

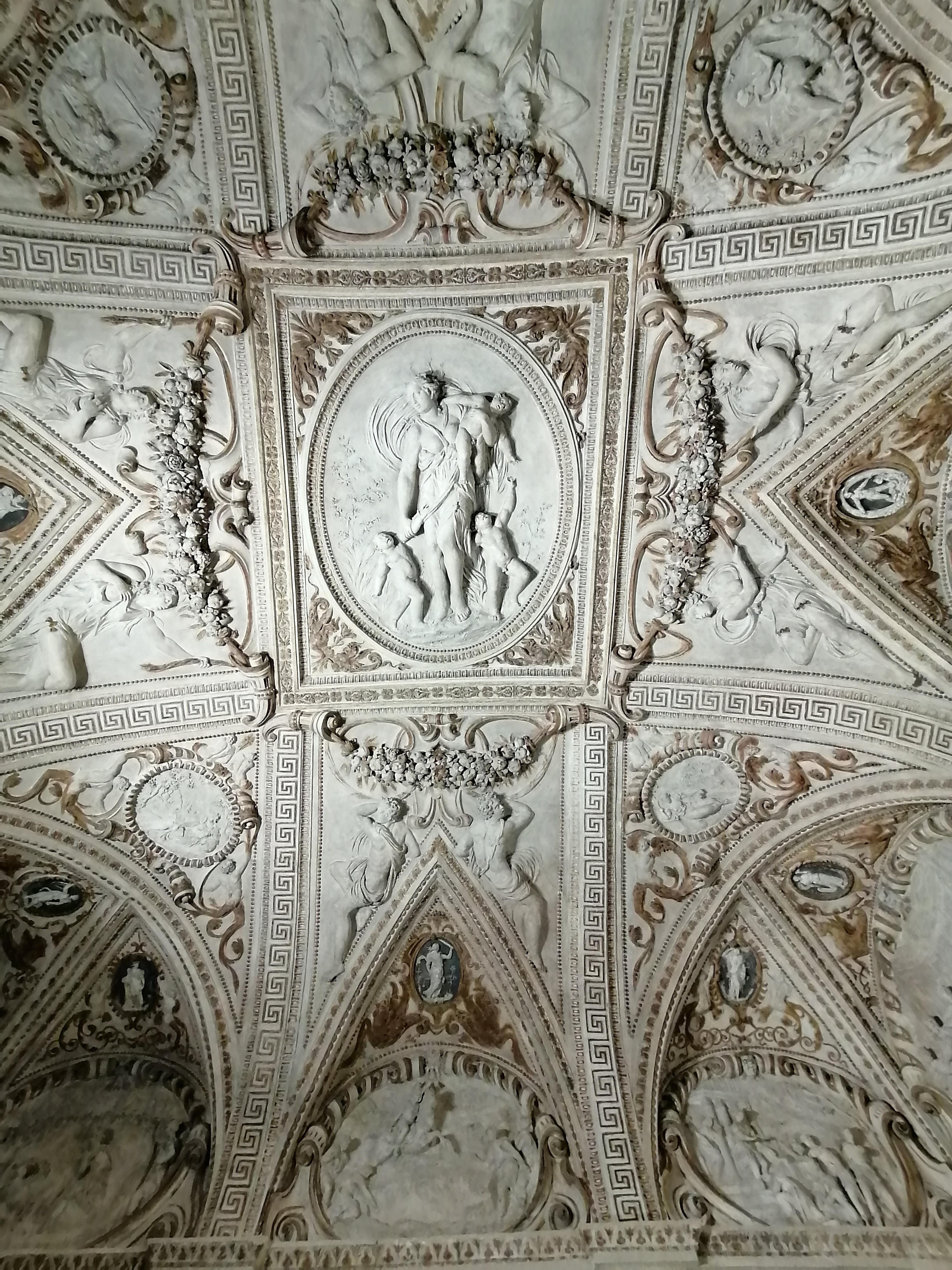
Soffitto della sala di Roma Repubblicana.

Nella quarta sala, ovvero quella di Roma Repubblicana, sono raffigurati dodici episodi incorniciati da pseudo-conchiglie, collocati nelle lunette delle quattro pareti. Dai tondi si sviluppano le vele che li innestano direttamente alla volta. Al centro delle vele sono collocati dei piccoli medaglioni ovali, come dei cammei, con figure allegoriche. Gli angoli della volta presentano ancora quattro tondi contenenti altre figure allegoriche, disposte attorno ad un ovale centrale riccamente incorniciato da cornucopie e festoni.
Nel soffitto: 
1. Carità (al centro)
2. Architettura
3. Aritmetica
4. Pittura
5. Astronomia
Nelle lunette delle pareti: 
1. Orazi e Curiazi (nel medaglione: "Fortezza"): il soldato romano superstite, degli Orazi, sta per infliggere il colpo finale all'avversario albano, dei Curiazi, che giace a terra cercando di difendersi con lo scudo. Questo scontro avviene all'interno di un recinto circolare sotto gli occhi dei due eserciti. Sullo sfondo si intravedono gli accampamenti dei due eserciti.
2. Marco Curzio si getta nella voragine (nel medaglione: "Giustizia): Marco Curzio, in sella al suo cavallo, è nell'atto di gettarsi nella voragine apertasi nel Foro. Sul ciglio del baratro sono disposte alcune figure sorprese dal gesto eroico del giovane soldato. In basso a sinistra una figura indica il fondo della fossa, mentre alle spalle un altro raccoglie le mani al petto.

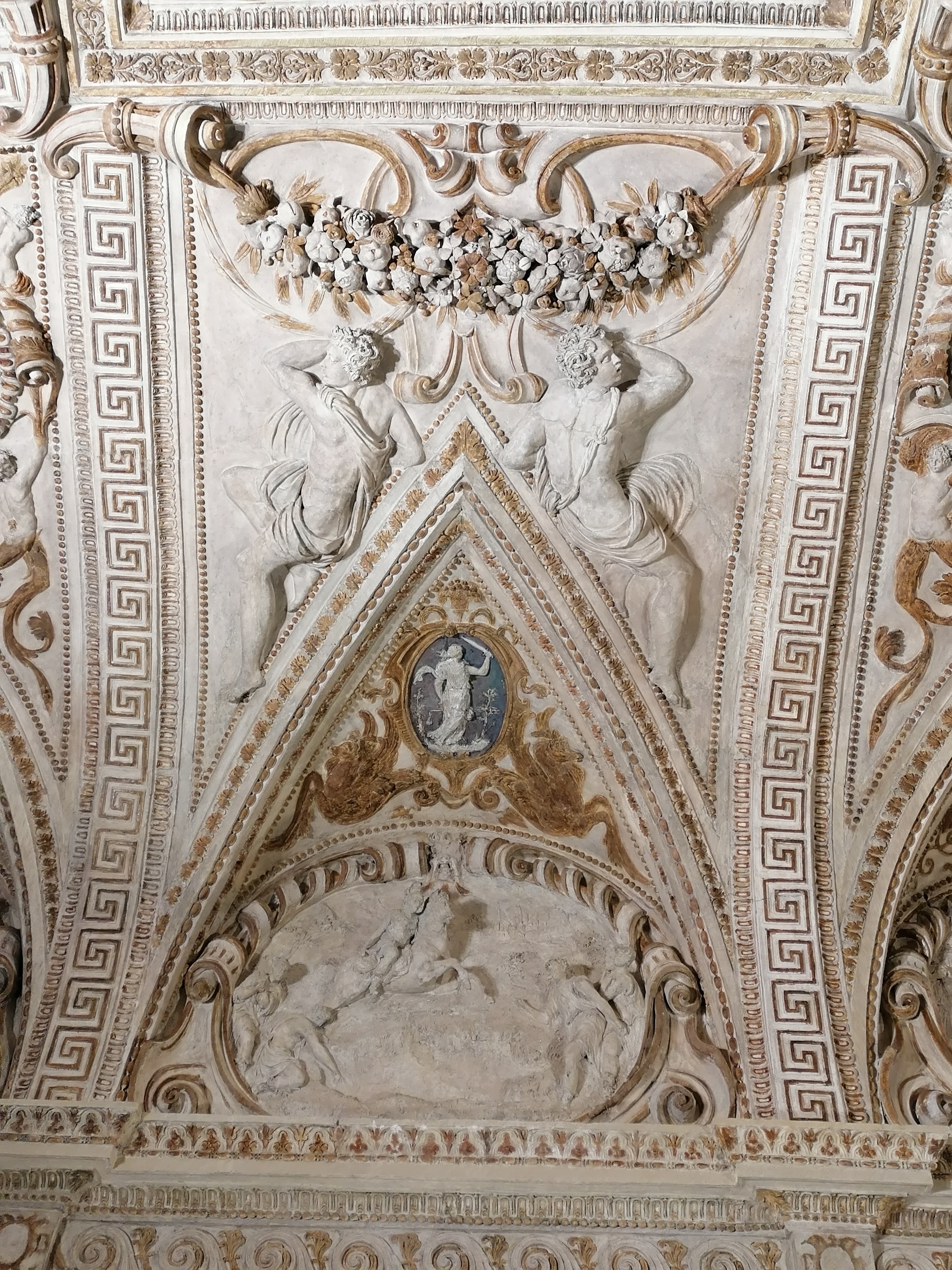
Marco Curzio si getta nella voragine.

3. Prostrazione di fronte ad un vincitore (nel medaglione: "Prudenza").
4. All'arrivo dei Galli le Vestali portano in salvo oggetti di culto (nel medaglione: "Abbondanza): la scena si svolge a Roma, nel tempio delle Vestali, riconoscibile dalla pianta circolare. In primo piano si trova il focolare sacro, intorno al quale si dispongono due gruppi: a destra quello delle Vestali, a sinistra quello maschile, nel quale sembra possibile riconoscere alcuni sacerdoti.
5. Scontro tra Romani e Galli presso il fiume Allia (nel medaglione: "Febo"): il corso d'acqua fa pensare che si tratti di un momento vivace di battaglia tra Romani (a sinistra, raffigurati con la barba lunga) e Galli (a destra), lungo le rive del fiume Allia.
6. Le matrone incontrano Coriolano (nel medaglione: "Saturno"): sono presenti varie figure in primo piano, divise in due gruppi. Tra queste si individua Cneo Marzio (Coriolano) e alle sue spalle alcuni Volsci armati. Coriolano tende il braccio destro verso uno dei suoi due figli. Dalla parte opposta si trovano quattro figure: Veturia, vecchia madre dell'esule romano, sorretta da altre matronae e poi, in ordine verso destra, la moglie Volumnia e i due figli. Alle spalle dei personaggi si vede una città fortificata, sicuramente Roma, entro le cui mura sorgono templi, colonne ed altri edifici.
7. Furio Camillo arringa il popolo (nel medaglione: "Giove"): Furio Camillo, sulla destra, è raffigurato nell'atto di pronunciare il discorso con il quale convinse i Romani a non trasferirsi a Veio. Di fronte a lui è riunita l'assemblea, rappresentata da cinque figura maschili.
8. Lucio Bruto parte per combattere contro i Tarquini (nel medaglione: "Venere"): è rappresentato il commiato di un soldato a cavallo dai suoi commilitoni, che stanno libando attorno ad un tavolo. Un soldato consegna al cavaliere un'insegna. Potrebbe trattarsi di Lucio G. Bruto che parte per combattere i Tarquini.
9. Muzio Scevola (nel medaglione: "Mercurio"): sulla sinistra della scena si trovano tre soldati. Uno di questi, Muzio Scevola, tiene un braccio teso su un braciere acceso e fumante, mentre sulla destra il re etrusco Porsenna, accompagnato da tre soldati, indica il braciere. In secondo piano, sulla destra, sono riconoscibili le tende dell'accampamento etrusco.

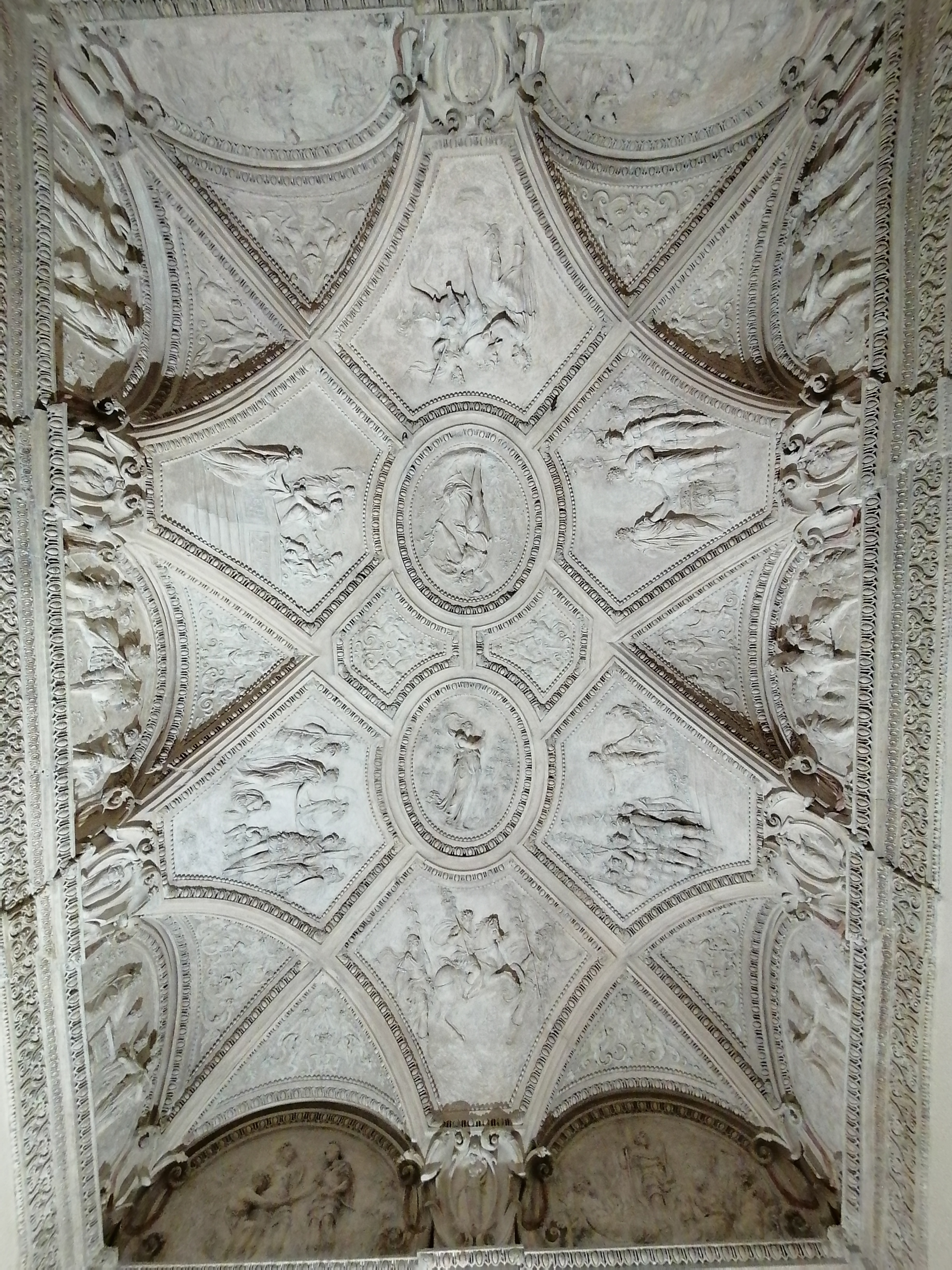
Soffitto della Sala di Roma Imperiale.

10. Virginia (nel medaglione: "Marte"): la giovane Virginia sta per essere trafitta dal pugnale che il padre ha appena strappato ad un macellaio, mentre la nutrice si dispera. Sulla destra è rappresentata la statua di Venere Cloacina. Il soldato con il braccio teso è un cliente di Appio Claudio che si è prestato a dichiararla propria schiava allungando pubblicamente un braccio su di lei.
11. Orazio Coclite sul ponte Sublicio (nel medaglione: "Diana"): figura centrale è Orazio Coclite, a cavallo, che fronteggia da solo gli Etruschi che cercano di entrare a Roma. Alle sue spalle sono raffigurati i soldati romani che distruggono il ponte. Nella parte inferiore della scena è rappresentato un momento successivo alla battaglia quando Coclite, fermata l'avanzata dei nemici, si butta nel Tevere e, nuotando, raggiunge i suoi uomini.
12. Clelia fugge dall'accampamento di Porsenna (nel medaglione: "Temperanza"): Clelia, eluse le sentinelle etrusche, fugge attraverso il Tevere in groppa ad un cavallo. Alle sue spalle sono raffigurati soldati in armi, di fronte alle tende dell'accampamento; oltre il fiume, la città di Roma.

#### Quinta sala
Nell’ultima Sala di Roma Imperiale sono riprodotti episodi non facilmente identificabili, fatta eccezione per l’uccisione di Cesare ad opera di Bruto avvenuta nel Senato sotto la statua di Pompeo. Sono presenti in totale dieci lunette, sei scene e due ovali di soggetto mitologico. 

#### Camerino della Vittoria
Questo piccolo ambiente ricco di decorazioni plastiche floreali e vegetali è incentrato sul tema della Vittoria. Al centro del soffitto è un grande ovale con la raffigurazione della Vittoria alata a cui fanno da corollario medaglioni e cammei con rappresentazioni di Dei.